# Курлеон
Курлеон (фр. Courléon) насеље је и општина у западној Француској у региону Лоара, у департману Мен и Лоара која припада префектури Сомир.
По подацима из 2011. године у општини је живело 169 становника, а густина насељености је износила 12,27 становника/km². Општина се простире на површини од 13,77 km². Налази се на средњој надморској висини од 78 метара (максималној 119 m, а минималној 57 m).

## Демографија
| 1962. | 1968. | 1975. | 1982. | 1990. | 1999. | 2011. |
| ----- | ----- | ----- | ----- | ----- | ----- | ----- |
| 311   | 273   | 224   | 192   | 165   | 126   | 169   |

График промене броја становника у току последњих година